# 흠차대신
흠차대신(欽差大臣,  만주어: ᡥᡝᠰᡝ ᡳ
ᠲᠠᡣᡡᠷᠠᡥᠠ
ᠠᠮᠪᠠᠨ Hese i Takūraha Amban)은 청 제국의 관직명이다. 특정 사안에 대해 황제로부터 전권을 위임받아 대처를 하는 특별한 관리를 ‘흠차관’(欽差官)이라고 했는데, 그중에서도 특히 삼품(三品) 이상의 고위 관리를 가리킨다. 본래는 임시적인 관직이었지만, 시대의 변천과 함께 상설화되기도 했다. 예를 들어 총독과 순무 등의 관직은 명대의 흠차관이 정착된 것이다.

## 상설화
총독과 순무는 청대가 되면서 흠차대신으로서의 역할이 옅어지지만, 근대 이후 다시 흠차대신이 상설화가 되기 시작한다. 아편전쟁 이후 서구열강과의 직접 협상을 강요당했던 청나라는 1844년 양광총독(광서성, 광동성)이 흠차대신을 겸직하였고, 1859년에는 양강총독(강소성, 강서성, 안휘성)에게 흠차대신의 자격을 부여하여 타 국가들과 외교의 격을 맞추게 했다. 이후 양강총독이 수행하던 흠차대신의 역할을 남양대신이 하게 된다. 1870년이 되면서 직례총감에게도 흠차대신의 자격을 부여하였고, 이 직책은 이후 북양대신으로 불리게 된다.
또한 재외공관을 해외에 두고 공사를 파견하게 되면 그 공사의 정식 명칭을 대청 ‘흠차출사대신’(大清欽差出使大臣)이라고 불렀다. 이에 따라 외국의 공사들도 스스로를 흠차대신으로 자칭하게 되었다. 그리하여 청나라 후기에는 임시직 흠차대신이 많아졌고, 그 희소성이 희석되었다.

## 주요 흠차대신
- 1838년 임칙서 (1차) : 아편 문제 해결을 위해 영국과의 협상을 담당
- 1840년 보르지기트 키샨 (琦善) : 아편 전쟁 강화 교섭을 담당 (강화 완료되기 전에 파면)
- 1842년 기영 : 난징 조약 체결
- 1850년 임칙서 (2차) : 태평천국 진압을 담당 (중간 병사)
- 1852년 예밍첸 : 난징조약 이후의 무역 문제 협상을 담당 (애로호 사건의 처리도 담당)
- 1852년 향영
- 1858년 기영 (2차) : 톈진 조약 체결 교섭을 담당 (실패)
- 1860년 항복 (恒福) : 톈진 조약 체결 후 영국과 프랑스의 무력행사를 막기 위해 협상을 담당
- 1860년 이친왕 재원 (怡親王 載垣) : 헹푸의 협상이 결렬로 끝났기 때문에 교체
- 1860년 공친왕 혁흔 : 이친왕 재원의 협상도 결렬로 끝났기 때문에 교체 (베이징 조약을 체결)
- 1871년 침보정 (沈葆楨) : 일본군 대만 점거 모란사 사건에 대한 대응 협상을 담당
- 1875년 좌종당 (1차) : 야쿱 벡의 난에 의해 청나라의 지배력이 약화된 신강의 군무를 담당
- 1885년 좌종당 (2차) : 청불 전쟁 종결을 위해 프랑스와 강화 교섭을 담당
- 1895년 이홍장 : 청일 전쟁의 강화 교섭을 담당 (시모노세키 조약을 체결)
- 1896년 이홍장 (2차) : 러시아 길림, 흑룡강 양성의 철도 건설권을 양도하는 ‘러청 밀약’을 교환
- 1911년 조이손 (趙爾巽) : 동삼성(東三省) 치안 유지를 위해 동삼성 총독과 겸임
- 1911년 원세개 : 우창 봉기를 진압하기 위해 호광 총독과 겸임

## 같이 보기
- 판무관